# Parigi-Bruxelles 1985
La Parigi-Bruxelles 1985, sessantacinquesima edizione della corsa, si svolse il 18 settembre 1985 su un percorso di 313 km, con partenza da Senlis e arrivo a Sint-Genesius-Rode. Fu vinta dall'olandese Adrie van der Poel della Kwantum Hallen-Decosol-Yoko davanti al belga Jean-Philippe Vandenbrande e all'italiano Pierino Gavazzi.

## Ordine d'arrivo (Top 10)
| Pos. | Corridore                  | Squadra                     | Tempo    |
| ---- | -------------------------- | --------------------------- | -------- |
| 1    | Adrie van der Poel         | Kwantum Hallen-Decosol-Yoko | 7h54'25" |
| 2    | Jean-Philippe Vandenbrande | Hitachi-Splendor-Sunair     | s.t.     |
| 3    | Pierino Gavazzi            | Atala-Ofmega-Campagnolo     | a 28"    |
| 4    | Jef Lieckens               | Lotto-Eddy Merckx           | s.t.     |
| 5    | Sean Kelly                 | Skil-SEM-KAS-Miko           | s.t.     |
| 6    | Étienne De Wilde           | Safir-Van de Ven            | s.t.     |
| 7    | Dirk Heirweg               | Safir-Van de Ven            | s.t.     |
| 8    | Steven Rooks               | Panasonic                   | s.t.     |
| 9    | Jean-Luc Vandenbroucke     | La Redoute                  | s.t.     |
| 10   | Marc Madiot                | Renault-Elf                 | s.t.     |